# Hönsgård

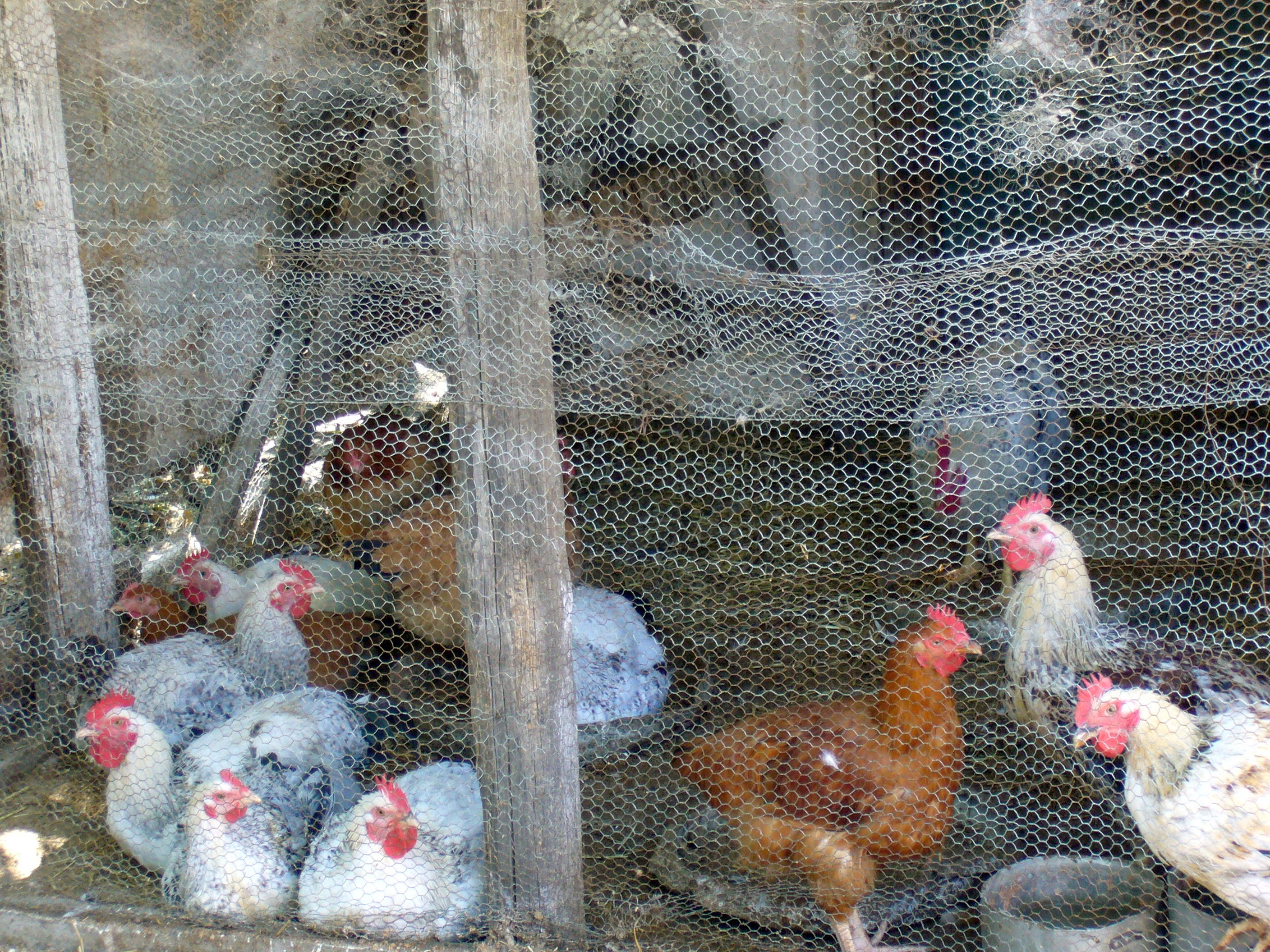
Höns i hönsgård.

En hönsgård är en inhägnad där höns kan vistas utomhus. Ofta byggs denna inhägnad med nät. In och utpassage för människor sker genom särskild ingång, ofta med ett lås eller dylikt. Hönsgården anläggs ofta intill ett hönshus. Hönshus behövs inte byggas ihop på egen hand. Nybörjare kan köpa hönshus och hönsgårdar som kommer färdigbyggda eller som ett paket med instruktioner på hur det sätts ihop.